# Leo Marsicanus

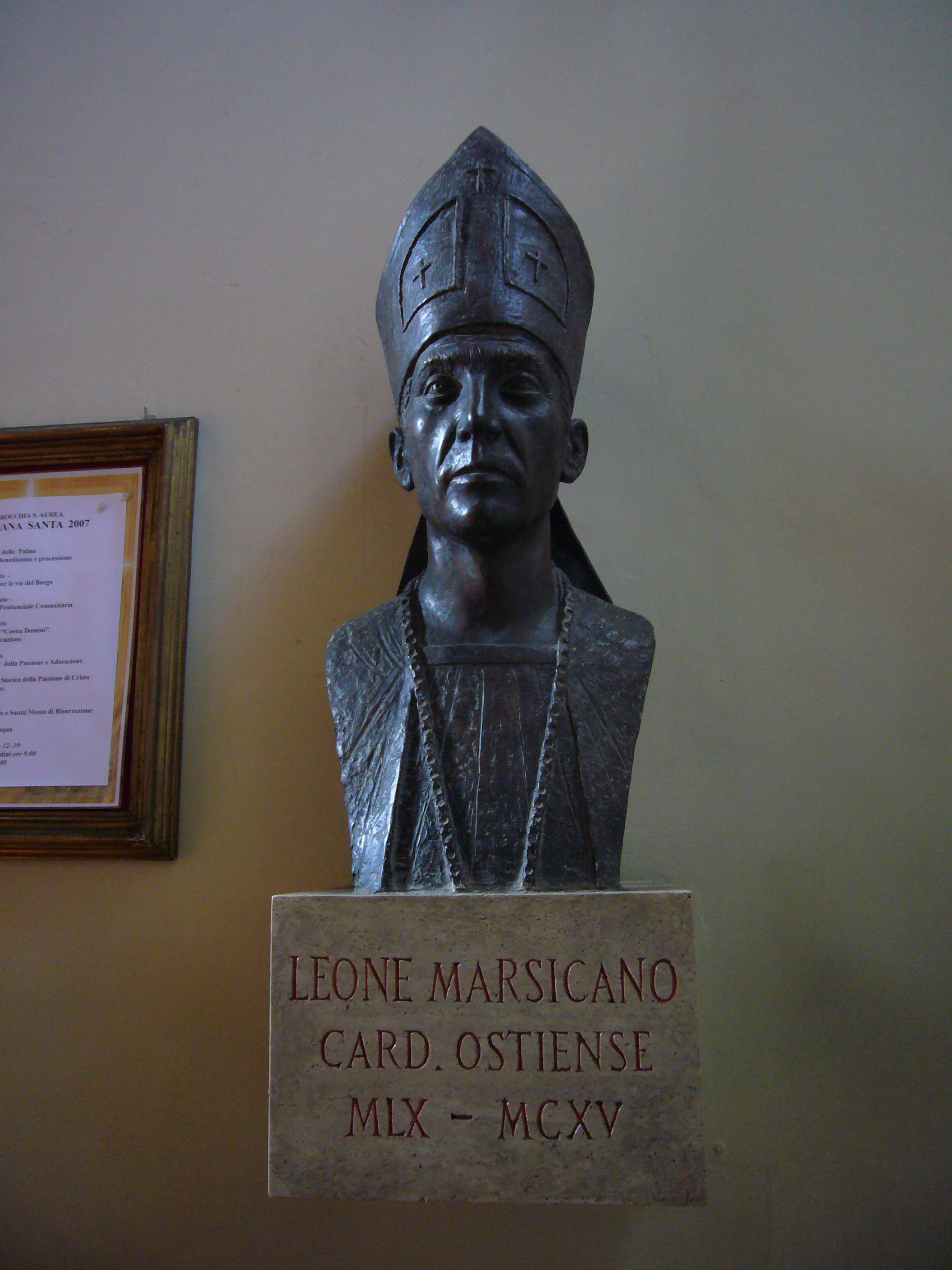
Leo Marsicanus als Kardinalbischof von Ostia (Büste in Sant’Aurea, Ostia)

Leo Marsicanus OSB (d. h. „Leo aus der Marsica“), Leo Ostiensis (d. h. „Leo aus Ostia“) oder Leone dei Conti di Marsi (* 1046 in der Marsica; † 22. Mai 1115 in Ostia), war ein Adliger und Kardinal. Er trat 1060/3 in Monte Cassino ein, wo er als Bibliothekar und Geschichtsschreiber tätig war.
In Monte Cassino kam er in Kontakt mit Desiderius von Benevent, dem späteren Papst Viktor III., dem er auch sein wichtigstes Werk als Geschichtsschreiber widmete, das Chronicon monasterii Casinensis. Die Chronik beruht größtenteils auf dem älteren Werk des Amatus aber ebenso auf mündlicher Überlieferung und Archivmaterial. Leo beendete seine Arbeit 1075. Petrus Diaconus setzte die Chronik fort. Die Chronik berichtet über die Geschichte des Klosters und liefert Informationen zur Geschichte Italiens, der Kaiser und Päpste.
Papst Urban II. machte Leo 1088 zum Kardinaldiakon von Santi Vito, Modesto e Crescenzia. Zwischen 1102 und 1107 ernannte Papst Paschalis II. ihn zum Kardinalbischof von Ostia und Velletri, ein Amt, das er bis zu seinem Tod innehatte. 1111 beteiligte er sich zunächst am Widerstand der Kardinäle gegen Paschalis II.

## Werke (Auswahl)
- Chronicon Casinense (bis III 33; ed. H. Hoffmann, MGH SS 34, 1980).
- Narratio de consecratione ecclesiae Casinensis (Vorstudien zum Chronicon)
- Breviatio de monasterio s. Sophiae (Vorstudien zum Chronicon)
- Translatio s. Mennatis I, II
- verschiedene Traktate unsicherer Zuweisung: De signis, Sermones de pasca, De nativitate